# Tipulamima
Tipulamima là một chi bướm đêm thuộc họ Sesiidae.

## Các loài
- Tipulamima aristura (Meyrick, 1931:49)
- Tipulamima auronitens (Le Cerf, 1913)
- Tipulamima festiva (Beutenmüller, 1899)
- Tipulamima flammipes (Hampson, 1910)
- Tipulamima flavifrons  Holland, 1893
- Tipulamima grandidieri (Le Cerf, 1917)
- Tipulamima haugi (Le Cerf, 1917)
- Tipulamima hypocalla  Le Cerf, 1937
- Tipulamima ivondro  Viette, [1955]
- Tipulamima malimba (Beutenmüller, 1899)
- Tipulamima nigriceps  Hampson, 1919
- Tipulamima opalimargo (Le Cerf, 1913)
- Tipulamima pedunculata (Hampson, 1910)
- Tipulamima pyrosoma  Hampson, 1919
- Tipulamima seyrigi  Viette, [1955]
- Tipulamima sexualis (Hampson, 1910)
- Tipulamima sophax (Druce, 1899)
- Tipulamima sylvestralis (Viette, [1955])
- Tipulamima tricincta (Le Cerf, 1916)
- Tipulamima xanthopimplaeformis (Viette, [1955])